# Ionuț Iftimoaie
Ionuț Iftimoaie (n. 26 august 1978, Comănești, Bacău) este un fost kickboxer român. Numele său de ring este Ivan Drago. Are o înălțime de 1,87 m și o greutate de  102 kg.

## Palmares
- Campion al Italiei la kickboxing
- Campion K-1 Bassano 2001
- Campion K-1 Bassano 2002
- Campion Italy GP 2002
- Best Romanian fighter 2004,2005,2006
- 2010 with RAY Sefo - Best fight of the year
- 2016 Galion-Comanesti - Win the world title WKN, SUPERKOMBAT -95KG Vs Lorenzo Javier Jorge

A fost primul român care a câștigat un turneu K1 organizat in Europa (2001). A participat în cadrul mai multor gale Local Kombat/SuperKombat și a învins nume precum Josip Bodrozic, Freddy Kemayo, Sergei Gur, Stephane Revellion, Ivica Perkovic și a remizat cu Alexander Ustinov. S-a retras după o pauză de 4 ani pe data 6 august 2016 (Galion-Comanesti) în fața a peste 35.000 de spectatori unde l-a învins pe ”calaul” fratilor Stoica : Lorenzo Javier Jorge.

## Rezultate în kickboxing
| Data       | Rezultat   | Oponent              | Eveniment                                                               | Metoda             | Runda | Timp | Note                                                                                               |
| ---------- | ---------- | -------------------- | ----------------------------------------------------------------------- | ------------------ | ----- | ---- | -------------------------------------------------------------------------------------------------- |
| 2016-08-06 | Victorie   | Jorgen Loren         | SUPERKOMBAT World Grand Prix IV 2016, Comănești, România                | Decizie (Unanim)   | 3     | 3:00 | Wins the SUPERKOMBAT Super Cruiserweight Championship & the WKN Diamond Super Cruiserweight Title. |
| 2012-11-10 | Victorie   | James Wilson         | SUPERKOMBAT World Grand Prix 2012 Final Elimination, Craiova, România   | Decizie (Unanim)   | 3     | 3:00 | |
| 2011-10-15 | Victorie   | Luca Panto           | SUPERKOMBAT World Grand Prix IV 2011]], Piatra Neamț, România           | Decizie (Unanim)   | 3     | 3:00 | |
| 2011-03-18 | Înfrângere | Dževad Poturak       | SUPERKOMBAT The Pilot Show, Râmnicu Vâlcea, România                     | Decizie (Unanim)   | 3     | 3:00 | |
| 2010-05-21 | Înfrângere | Ray Sefo             | K-1 World Grand Prix 2010 in Bucharest, București, România              | Decizie (Unanim)   | 3     | 3:00 | |
| 2010-03-27 | Victorie   | Milan Dašić          | K-1 ColliZion 2010 Croatia, Split, Croația                              | KO                 | 1     | 1:15 | |
| 2007-03-02 | Victorie   | Miroslav Kielar      | Local Kombat 25, România                                                | KO                 | 2     |      | |
| 2006-06-02 | Victorie   | Sergei Gur           | Local Kombat 21, România                                                | Decizie            | 3     | 3:00 | |
| 2006-03-10 | Victorie   | Wojciech Jastrzębski | Local Kombat 19 "Înfruntarea titanilor", România                        | KO                 | 1     |      | |
| 2005-12-18 | Victorie   | Freddy Kemayo        | Local Kombat 18 "Revanșa", Constanța, România                           | Decizie (split)    | 3     | 3:00 | |
| 2005-09-16 | Egal       | Alexander Ustinov    | Local Kombat 16 "Liga Campionilor", Cluj Napoca, România                | Decision draw      | 5     | 3:00 | |
| 2005-04-16 | Înfrângere | Freddy Kemayo        | K-1 Italy 2005 Oktagon, Milan, Italia                                   | TKO (Leg injury)   | 1     | 0:21 | Semi finals.                                                                                       |
| 2005-04-16 | Victorie   | Petar Majstorovic    | K-1 Italy 2005 Oktagon, Milan, Italia                                   | Decizie            | 3     | 3:00 | Quarter finals.                                                                                    |
| 2005-02-11 | Victorie   | André Tete           | Local Kombat 12, România                                                | Decizie            | 3     | 3:00 | |
| 2004-12-10 | Victorie   | Josip Bodrozic       | Local Kombat 11, România                                                | Decizie            | 3     | 3:00 | |
| 2004-09-11 | Victorie   | Stephen Réveillon    | Local Kombat 9, România                                                 | TKO                | 1     |      | |
| 2004-06-11 | Victorie   | Ivica Perkovic       | Local Kombat 7, România                                                 | Decizie            | 3     | 3:00 | |
| 2004-04-24 | Victorie   | Luca Bellora         | K-1 Italy 2004, Milan, Italia                                           | KO                 | 1     | 2:45 | |
| 2003-11-29 | Înfrângere | Jerrel Venetiaan     | King Of The Ring 2003 Europe Grand Prix, Padova, Italia, semi finals    | KO (Kick)          | 2     |      | |
| 2003-11-29 | Victorie   | Achille Roger        | King Of The Ring 2003 Europe Grand Prix, Padova, Italia, quarter finals | TKO (2 knockdowns) | 1     |      | |
| 2003-03-29 | Înfrângere | Ante Varnica         | Noć Obračuna 1, Split, Croația                                          | KO (High kick)     | 2     |      | For MTA K-1 rules European Title +95 kg.                                                           |
| 2002-12-27 | Înfrângere | Petr Horak           | K-1 Bassano 2002, Bassano del Grappa, Italia                            | Decizie            | 3     | 3:00 | |